# إيفا كاستيلو
إيفا كاستيلو هي مغنية فلبينية، ولدت في 1969 في توندو ‏ في الفلبين.